# Zephyranthes paranaensis
Zephyranthes paranaensis är en amaryllisväxtart som beskrevs av Pierfelice Ravenna. Zephyranthes paranaensis ingår i släktet Zephyranthes och familjen amaryllisväxter. Inga underarter finns listade i Catalogue of Life.